# Maevatanania
Maevatanania là một chi bọ cánh cứng trong họ Chrysomelidae.
Chi này được miêu tả khoa học năm 1964 bởi Bechyne.

## Các loài
Chi này gồm các loài:
- Maevatanania pellucida (Fairmaire, 1901)